# Vihara

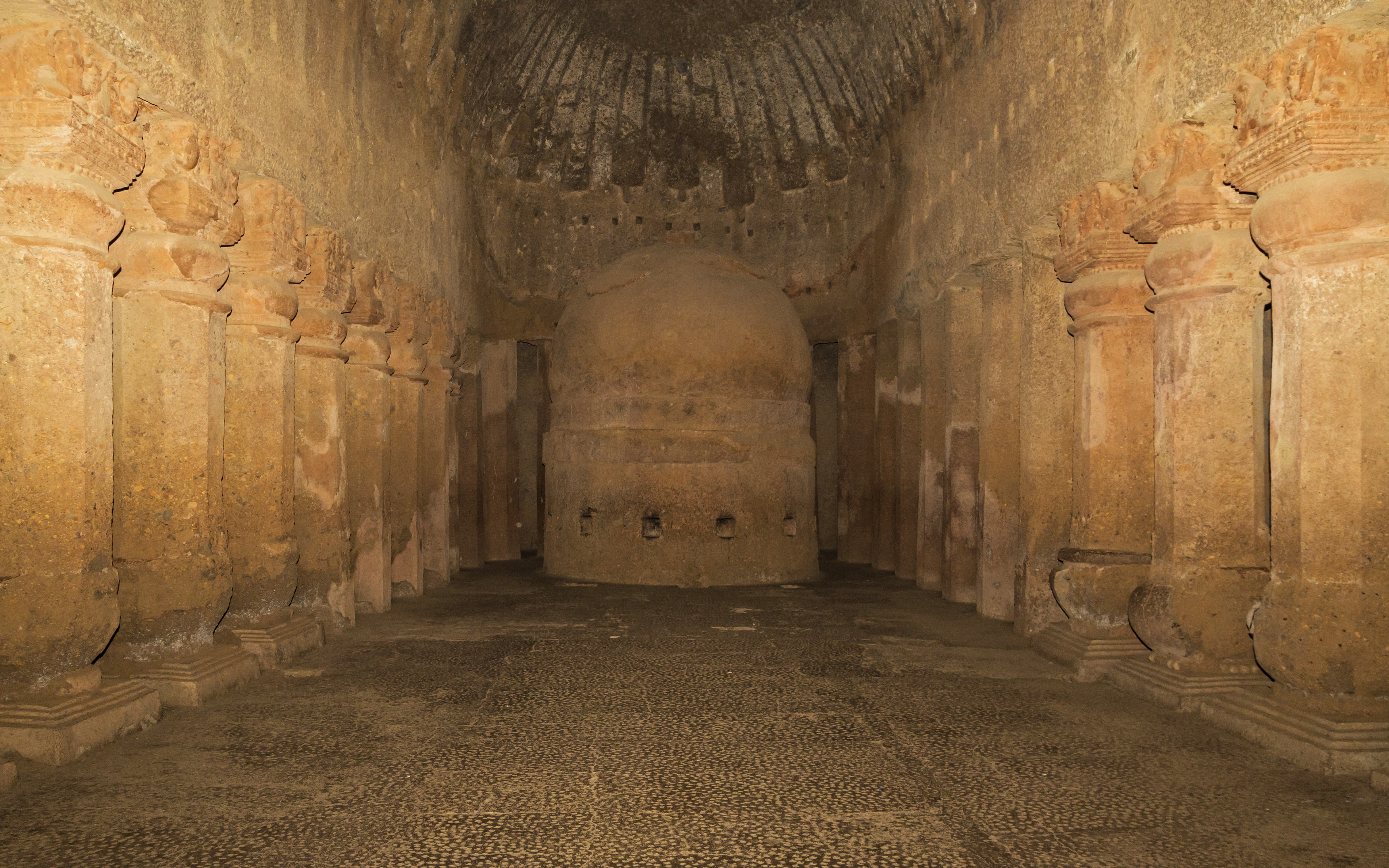
Interior d'un vihara a Kanheri Bombai amb una stupa al fons

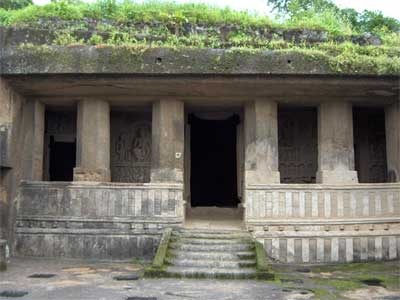
Entrada del vihara de Kanheri

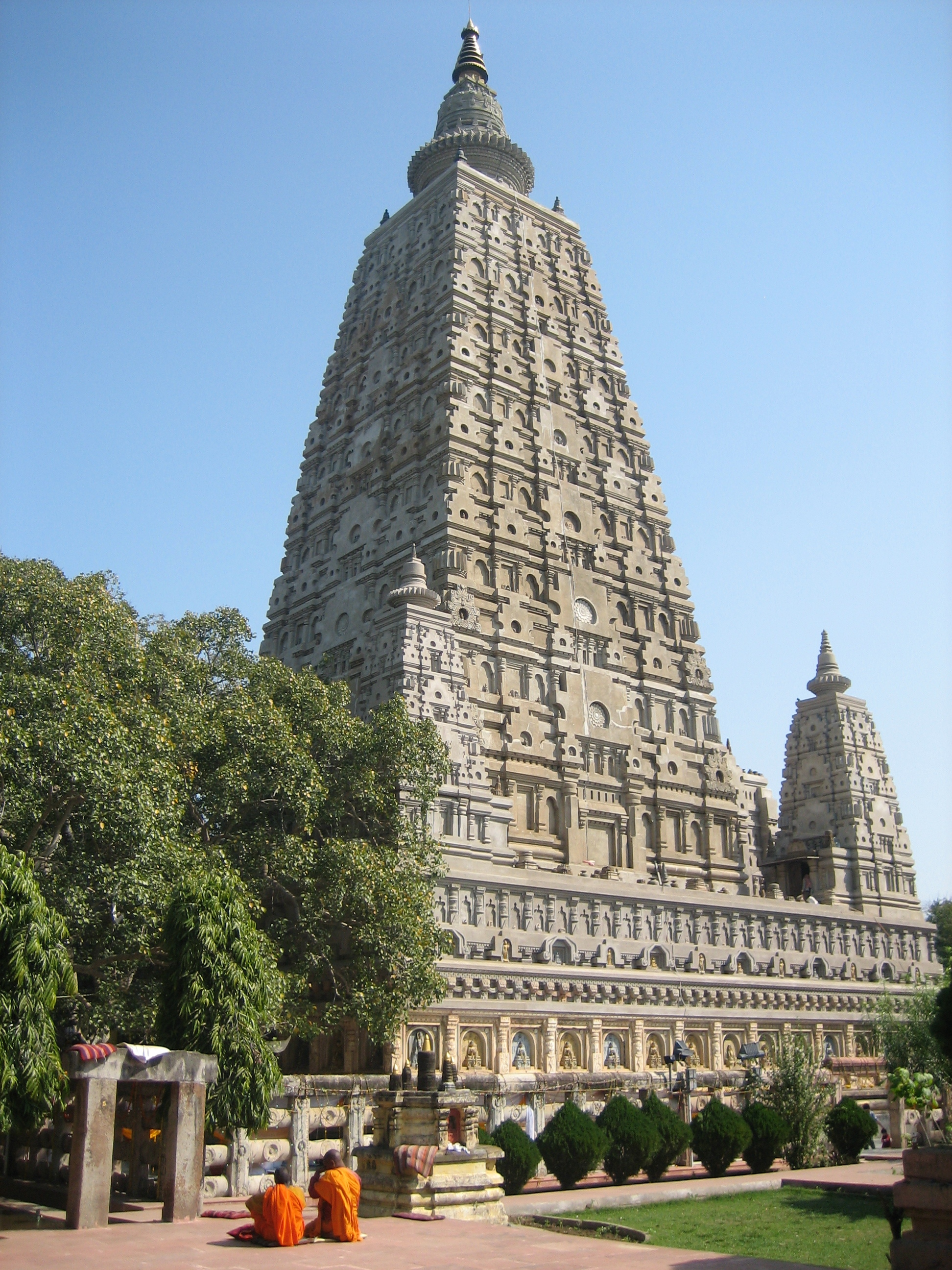
Temple de Mahabodhi a Bodhgaya

Un vihara (en devanagari विहार vihāra) designa, en sànscrit i en pali, un monestir o un temple (mandir) del budisme theravada.
La paraula vihara originalment va significar refugi, aquell utilitzat com a residència fixa durant la vassa o estació de les grans pluges monsoniques per part dels primers bhikkhu (monjos budistes) que, com la majoria d'ascetes de l'antiguitat, eren errants. El vihara modern típic compren una sala de meditació envoltada de cel·les o claustres i posseeix alguna representació del Buda. Un arbre bodhi (d'il·luminació) es troba en les proximitats.
Com que els monjos budistes usualment no són de clausura sinó lliures de desplaçar-se per diversos llocs fora del període de vassa, un vihara només pot servir de refugi a alguns pensionats durant períodes limitats. Ni tan sols en l'actualitat la gran majoria dels monjos theravada resideix permanentment en un monestir. Les regles que estipulen la vida en el vihara es troben en els texts anomenats vinaya (codi monàstic).
A Tailàndia el vihara anomenat viharn ha esdevingut en un temple pròpiament dit, on els monjos resideixen dins d'estructures anomenades wat entorn de l'edifici de sala del temple anomenat ubosoth (abreujat bot), paraules d'origen khmer (-wat de ' ubosoth de wat poh- on es pot trobar l'estàtua del Buda).
La paraula vihara sembla l'origen del nom de l'estat indi del Bihar i pot haver estat fins i tot el de la ciutat de Bukharà, que fins a aproximadament els segles V i VIII eren predominantment budistes. La paraula xinesa per vihara, jīngshè 精舍, no es fa servir per designar els temples o monestirs tradicionals encara que sí des del segle xx per designar els grups d'estudis budistes o la pràctica búdica.

## Constitució delvihara
Els primers vihara devien ser senzilles construccions de troncs o de bambú; posteriorment, sobre els terrenys donats o llocs a la disposició de la Sangha per nobles o per mercaders opulents desitjosos de guanyar prestigi, les construccions sòlides van aparèixer ràpidament, situades normalment a la rodalia de les ciutats o de les grans rutes.
Posteriorment els cenobites van començar a competir amb els monjos errants encara que sense mai reemplaçar-los. Cap al segle ii aC va quedar fixada la forma genèrica dels vihara: les cel·les de meditació entorn d'un espai central; el vihara està emplaçat al costat d'un chaitya (stupa), que sovint s'inclou al fons de l'àrea enfront de la porta. Vihara i chaitya constitueixen en conjunt un sangharama, « jardí » o « residència » de la Sangha.
Al centre i al nord de l'Índia es presenta en formes troglodites com és el cas de les coves d'Ajanta. Aquesta disposició es retrobarà més tard en les grutes de Mogao.
A partir del segle i sorgeixen els grans monestirs-universitat com el de Nalanda o el d'Anuradhapura a Sri Lanka. Llavors es nota que el vihara ha evolucionat segons dos grans vessants: la dels temples-monestirs annexos a les localitats o la de centres universitaris.
Els monestirs i temples budistes de les regions on la retreta o "descans" durant la vassa o estació plujosa mai ha estat gaire respectada posseeixen la seva pròpia història arquitectural i reben diferents denominacions segons les zones.